# Ручной замок Шаолиня
«Ручной замо́к Шаолиня» или «Шаолиньские руки-замки́» (кит. 十字鎖喉手, англ. Shaolin Hand Lock) — гонконгский фильм производства киностудии братьев Шао. Актёрский состав включает в себя таких звёзд, как Дэвид Цзян, Майкл Чань, Ло Ле.

## Сюжет
Знатока боевых искусств Ли Бая, эксперта по технике «перекрёстный кулак» и создателя смертоносного приёма «ручной замок», убивает его старый друг Фан Юньбяо. Разлучённый со своей женой и маленьким сыном двадцать лет назад Бай вырастил дочь Мэнпин, младшего сына Чэнъина, которых он также обучил своему убийственному приёму.
Намереваясь отомстить за отца, Чэнъин отслеживает убийцу в Таиланде и убивает его, когда тот признаётся, что расправился с Баем по приказу миллионера Лин Хао. Став охранником Хао, Чэнъин таким образом подбирается к нему и дожидается шанса для завершения своей мести.
Двадцать лет назад Хао и Бай были партнёрами по контрабанде. Позже Хао попытался избавиться от компаньона, поскольку возжелал его жену. Бай сбежал с Чэнъином и Мэнпин, а его жена оказалась в руках Хао и была увезена в Таиланд. Переполненная горечью жена Бая позже потеряла зрение. С тех пор она находилась большую часть времени в комнате, молясь Будде. Её старший сын Куньши был воспитан Хао и стал его телохранителем. Куньши не знал подлинную историю своей семьи и, живя под одной крышей со своей матерью, не подозревал, что она рядом, как и она сама.
Чэнъин совершает несколько безуспешных атак на Хао. Миллионер начинает что-то подозревать и приказывает Куньши присматривать за Чэнъином. К счастью для мстителя, его настоящая принадлежность и намерения остаются нераскрытыми, а его сестра Мэнпин приезжает в Таиланд и присоединяется к брату. Гостья пытается убить Хао на приёме гостей в саду, но не справляется с задачей и сбегает благодаря брату.
Куньши выясняет правду о своей матери. Он и Чэнъин вступают в схватку перед тем, как осознать своё братство. Наконец, объединив свои усилия, в результате драки братья убивают Хао, завершая таким образом акт возмездия.

## В ролях
| Актёр      | Роль            |
| ---------- | --------------- |
| Дэвид Цзян | Ли Чэнъин       |
| Майкл Чань | Ли Куньши       |
| Ло Ле      | Лин Хао         |
| Чэнь Пин   | Ли Мэнпин       |
| Карен Ип   | мать Ли         |
| Шэнь Ливэй | Лин Лэй         |
| Лу Ци      | человек Лин Хао |
| Дик Вэй    | Ли Бай          |
| Кара Хуэй  | Сяохун          |
| Чжань Сэнь | Фан Юньбяо      |

## Съёмочная группа
- Компания: Shaw Brothers
- Продюсер: Шао Жэньлэн
- Режиссёр: Хэ Мэнхуа[англ.]
- Сценарист: Ни Куан[англ.]
- Ассистент режиссёра: Хун Хак
- Постановка боевых сцен: Тан Цзя[кит.]
- Художник: Чань Кинсам
- Монтажёр: Цзян Синлун
- Грим: У Сюйцин
- Дизайнер по костюмам: Лю Цзию
- Оператор: Чхоу Вайкхэй
- Композитор: Фрэнки Чань[англ.]

## Места съёмок
Съёмки фильма проходили в Таиланде. Одной из локаций послужил исторический город Аютайя.

## Оценки
Фильм получил сдержанные и позитивные оценки кинокритиков.